# Rouvroy-les-Merles
Pour les articles homonymes, voir Rouvroy et Merles (homonymie).
Rouvroy-les-Merles est une commune française située dans le département de l'Oise en région Hauts-de-France. C'est l'une des moins peuplées du département.
Ses habitants sont appelés les Rouvroysiens et les Rouvroysiennes.

## Géographie

### Localisation
Rouvroy-les-Merles est un village rural picard du département de l'Oise, limitrophe de celui de la Somme, situé à 15 km à l'ouest de Montdidier, 33 km au nord-est de Beauvais et 28 km au sud d'Amiens.

### Communes limitrophes
| Paillart | Folleville Somme   | Quiry-le-Sec Somme |
| Breteuil | Rouvroy-les-Merles | Rocquencourt       |
|          | Tartigny           |                    |

### Hydrographie

#### Réseau hydrographique
La commune est située dans le bassin Artois-Picardie. Elle est drainée par la rivière de Rouvroy.
La 0, d'une longueur de 4 km, prend sa source dans la commune de Michelbach-le-Haut et se jette  dans 0 à Bartenheim, après avoir traversé 0 communes. 

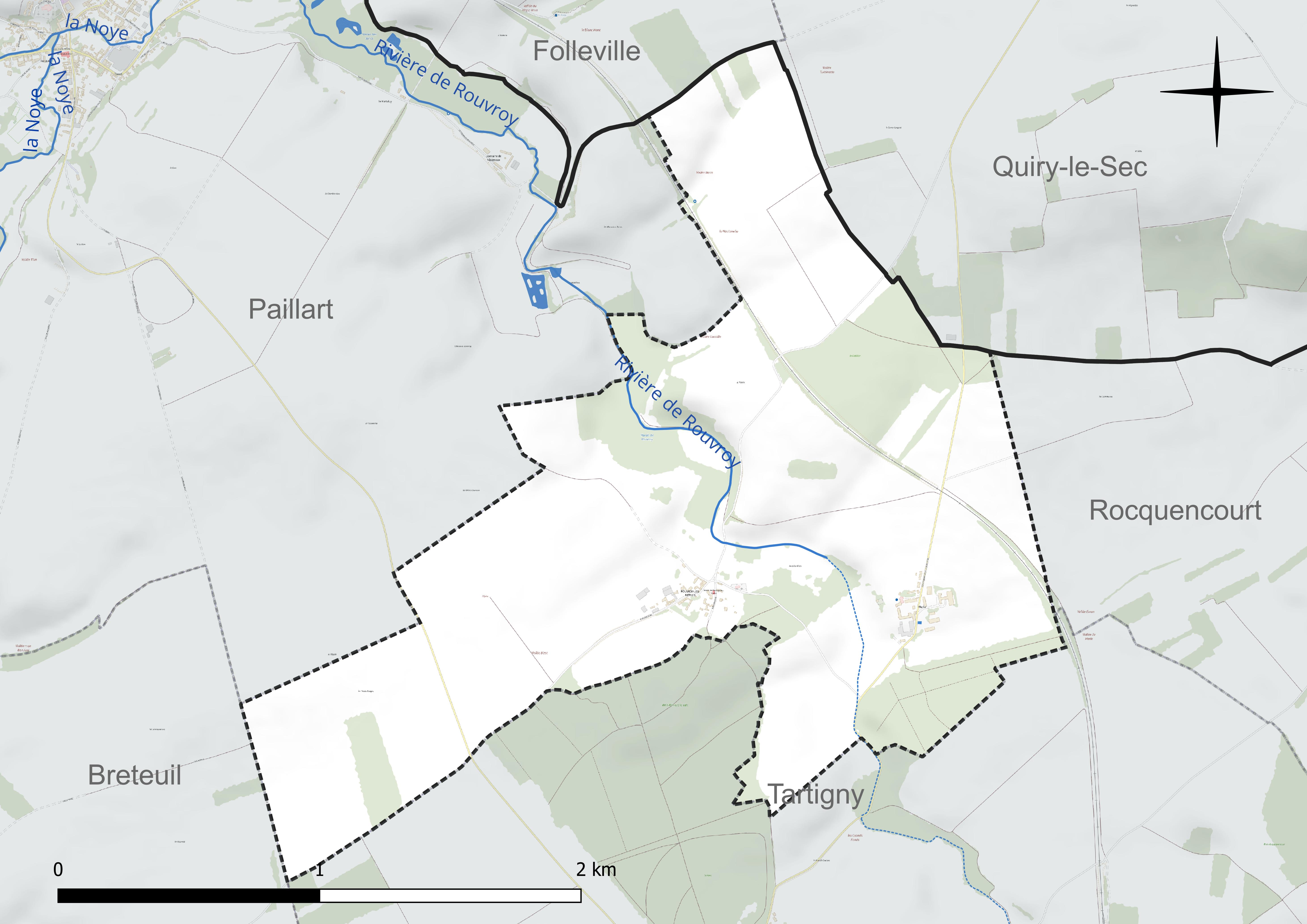
Réseau hydrographique de Rouvroy-les-Merles.

#### Gestion et qualité des eaux
Le territoire communal est couvert par le schéma d'aménagement et de gestion des eaux (SAGE) « Sensée ». Ce document de planification concerne un territoire de 1 835 km2 de superficie, délimité par le bassin versant de la Somme canalisée. Le périmètre a été arrêté le 29 avril 2010 et le SAGE proprement dit a été approuvé le 6 août 2019. La structure porteuse de l'élaboration et de la mise en œuvre est le syndicat mixte d'aménagement hydraulique du bassin versant de la Somme (AMEVA). 
La qualité des cours d'eau peut être consultée sur un site dédié géré par les agences de l'eau et l'Agence française pour la biodiversité. 

### Climat
Le climat qui caractérise la commune est qualifié, en 2010, de « climat océanique dégradé des plaines du Centre et du Nord », selon la typologie des climats de la France qui compte alors huit grands types de climats en métropole. En 2020, la commune ressort du type « climat océanique altéré » dans la classification établie par Météo-France, qui ne compte désormais, en première approche, que cinq grands types de climats en métropole. Il s'agit d'une zone de transition entre le climat océanique, le climat de montagne et le climat semi-continental. Les écarts de température entre hiver et été augmentent avec l'éloignement de la mer. La pluviométrie est plus faible qu'en bord de mer, sauf aux abords des reliefs.
Les paramètres climatiques qui ont permis d'établir la typologie de 2010 comportent six variables pour les températures et huit pour les précipitations, dont les valeurs correspondent à la normale 1971-2000. Les sept principales variables caractérisant la commune sont présentées dans l'encadré ci-après.
| Paramètres climatiques communaux sur la période 1971-2000 - Moyenne annuelle de température : 10,5 °C - Nombre de jours avec une température inférieure à −5 °C : 4,1 j - Nombre de jours avec une température supérieure à 30 °C : 2,9 j - Amplitude thermique annuelle : 14,5 °C - Cumuls annuels de précipitation : 667 mm - Nombre de jours de précipitation en janvier : 11,2 j - Nombre de jours de précipitation en juillet : 8,3 j |

Avec le changement climatique, ces variables ont évolué. Une étude réalisée en 2014 par la Direction générale de l'Énergie et du Climat complétée par des études régionales prévoit en effet que la  température moyenne devrait croître et la pluviométrie moyenne baisser, avec toutefois de fortes variations régionales. La station météorologique de Météo-France installée sur la commune et mise en service en 1989 permet de connaître en continu l'évolution des indicateurs météorologiques. Le tableau détaillé pour la période 1981-2010 est présenté ci-après.
| Mois                                  | jan.           | fév.           | mars           | avril         | mai           | juin          | jui.           | août           | sep.          | oct.          | nov.             | déc.           | année      |
| ------------------------------------- | -------------- | -------------- | -------------- | ------------- | ------------- | ------------- | -------------- | -------------- | ------------- | ------------- | ---------------- | -------------- | ---------- |
| Température minimale moyenne (°C)     | 1,1            | 1,2            | 2,6            | 3,8           | 7,3           | 9,6           | 11,8           | 11,8           | 9,4           | 7,1           | 3,7              | 1,1            | 5,9        |
| Température moyenne (°C)              | 3,8            | 4,5            | 7              | 9,2           | 13            | 15,6          | 18,1           | 18,2           | 14,9          | 11,3          | 6,9              | 3,7            | 10,5       |
| Température maximale moyenne (°C)     | 6,4            | 7,8            | 11,5           | 14,5          | 18,7          | 21,6          | 24,4           | 24,5           | 20,4          | 15,6          | 10               | 6,2            | 15,2       |
| Record de froid (°C) date du record   | −18,6 07.01.09 | −12,9 07.02.12 | −11,5 13.03.13 | −6,6 07.04.21 | −3,2 03.05.21 | −2 05.06.1991 | 2,3 04.07.1990 | 2,1 08.08.1990 | −1,3 30.09.18 | −6,2 28.10.03 | −10,8 24.11.1998 | −17,2 18.12.10 | −18,6 2009 |
| Record de chaleur (°C) date du record | 15,2 27.01.03  | 20 24.02.1990  | 24,3 31.03.21  | 27,1 19.04.18 | 30,8 27.05.05 | 35,9 27.06.11 | 41,5 25.07.19  | 39,7 06.08.03  | 34,7 08.09.23 | 29,2 01.10.11 | 20,1 01.11.14    | 17 07.12.00    | 41,5 2019  |
| Précipitations (mm)                   | 52,5           | 47,6           | 47,8           | 50,3          | 52            | 55,3          | 58,8           | 57,6           | 50,1          | 59            | 58               | 67,1           | 656,1      |

## Urbanisme

### Typologie
Au 1er janvier 2024, Rouvroy-les-Merles est catégorisée commune rurale à habitat très dispersé, selon la nouvelle grille communale de densité à sept niveaux définie par l'Insee en 2022.
Elle est située hors unité urbaine et hors attraction des villes,.

### Occupation des sols
L'occupation des sols de la commune, telle qu'elle ressort de la base de données européenne d'occupation biophysique des sols Corine Land Cover (CLC), est marquée par l'importance des territoires agricoles (86,9 % en 2018), une proportion identique à celle de 1990 (86,9 %). La répartition détaillée en 2018 est la suivante : 
terres arables (73,7 %), forêts (13,1 %), prairies (10,6 %), zones agricoles hétérogènes (2,6 %). L'évolution de l'occupation des sols de la commune et de ses infrastructures peut être observée sur les différentes représentations cartographiques du territoire : la carte de Cassini (XVIIIe siècle), la carte d'état-major (1820-1866) et les cartes ou photos aériennes de l'IGN pour la période actuelle (1950 à aujourd'hui).

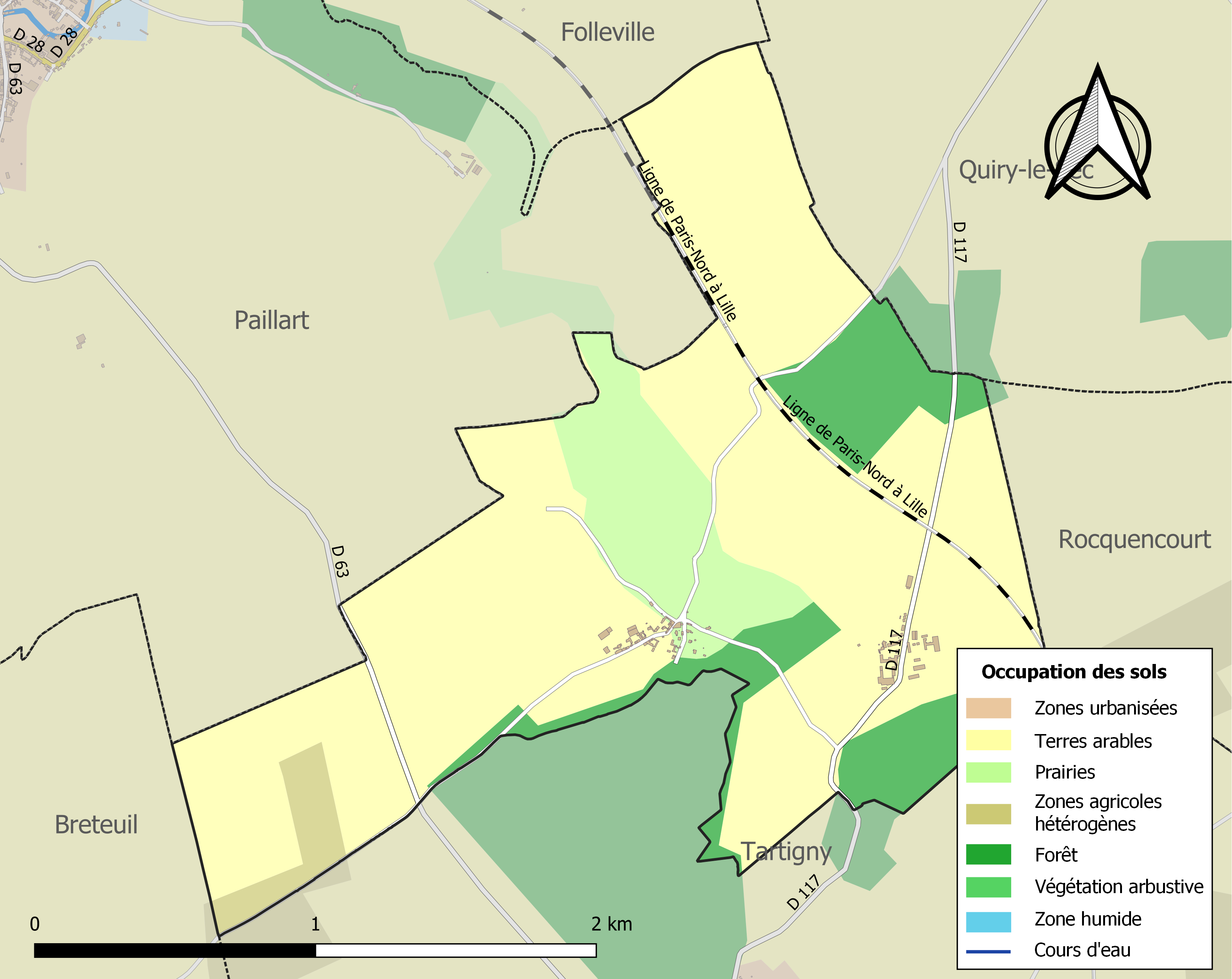
Carte des infrastructures et de l'occupation des sols de la commune en 2018 (CLC).

### Voies de communication et transports
Rouvroy-les-Merles est aisément accessible par l'ancienne RN 30 (actuelle RD 930).
La ligne de Paris-Nord à Lille traverse le territoire communal, mais la gare la plus proche est celle de Breteuil-Embranchement, desservie par des trains TER Hauts-de-France, qui effectuent des missions entre les gares de Paris-Nord et Amiens.
La commune est desservie, en 2023, par les lignes 624, 6103, 6122, 6140 et 6304 du réseau interurbain de l'Oise.

## Toponymie
Le nom de la localité est attesté sous les formes Roboretum (vers 1050) ; Rovretum (1075) ; Roverdum (1075) ; de Rouvreio (vers 1100) ; de Rouvreyo (vers 1100) ; Rouvreyum (vers 1100) ; Rouvreium (1140) ; Roverium (1140) ; de Rovereto (1164) ; Roveroium (1175) ; Rofredum (1230) ; Rubridum (1275) ; Romeroium (XIIIe) ; Rouvray (1311) ; Rouveroy (1345) ; Rouvroy (1473) ; Rouveroy les Merle (1476) ; Rouveray (1557) ; Rouvrel (vers 1575) ; Rouvroi (XVIIe) ; Rouveroi (XVIIe) ; Rouvroy les Merle (1840) ; Rouvroy lez Merle (1851) ; Rouvroy les Merles (XIXe).

Rouvroy devrait son nom au chêne rouvre, qui y était sans doute fréquent. De l'oïl rouvroi « lieu où croissent des rouvres, genre de chêne », variante plutôt orientale et picarde de rouvrai, plus répandu à l'ouest.
Merles est un écart de la commune attesté sous les formes Melle (XIVe) ; Merlez (1667) ; Merle (1840) ; Merles (XIXe) ; les Merles (1952).

## Histoire
La commune, institué lors de la Révolution française a fugacement absorbé entre 1825 et 1833 celle de Tartigny.

## Politique et administration

### Rattachements administratifs et électoraux
La commune se trouve dans l'arrondissement de Clermont du département de l'Oise. Pour l'élection des députés, elle fait partie de la première circonscription de l'Oise.
Elle faisait partie depuis 1793 du canton de Breteuil. Dans le cadre du redécoupage cantonal de 2014 en France, la commune rejoint le canton de Saint-Just-en-Chaussée.

### Intercommunalité
La commune faisait partie de la communauté de communes des Vallées de la Brèche et de la Noye créée fin 1992.
Dans le cadre des dispositions de la loi portant nouvelle organisation territoriale de la République (Loi NOTRe) du 7 août 2015, qui prévoit que les établissements publics de coopération intercommunale (EPCI) à fiscalité propre doivent avoir un minimum de 15 000 habitants, le préfet de l'Oise a publié en octobre 2015 un projet de nouveau schéma départemental de coopération intercommunale, qui prévoit la fusion de plusieurs intercommunalités, et notamment celle de Crèvecœur-le-Grand (CCC) et celle des Vallées de la Brèche et de la Noye (CCVBN), soit une intercommunalité de 61 communes pour une population totale de 27 196 habitants.
Après avis favorable de la majorité des conseils communautaires et municipaux concernés, cette intercommunalité dénommée communauté de communes de l'Oise picarde et dont la commune est désormais membre, est créée au 1er janvier 2017.

### Liste des maires
| Période                                  | Période                       | Identité       | Étiquette | Qualité                                 |
| ---------------------------------------- | ----------------------------- | -------------- | --------- | --------------------------------------- |
| Les données manquantes sont à compléter. |                               |                |           |                                         |
| 1989                                     | 2014                          | Michel Guilluy |           | Agriculteur                             |
| 2014                                     | En cours (au 22 janvier 2020) | Maurice Meulin |           | Agent de maîtrise à l'UTD de Saint-Just |

## Population et société

### Démographie

#### Évolution démographique
L'évolution du nombre d'habitants est connue à travers les recensements de la population effectués dans la commune depuis 1793. Pour les communes de moins de 10 000 habitants, une enquête de recensement portant sur toute la population est réalisée tous les cinq ans, les populations de référence des années intermédiaires étant quant à elles estimées par interpolation ou extrapolation. Pour la commune, le premier recensement exhaustif entrant dans le cadre du nouveau dispositif a été réalisé en 2006.

En 2022, la commune comptait 70 habitants, en évolution de +27,27 % par rapport à 2016 (Oise : +0,87 %, France hors Mayotte : +2,11 %).
| 1793 | 1800 | 1806 | 1821 | 1836 | 1841 | 1846 | 1851 | 1856 |
| ---- | ---- | ---- | ---- | ---- | ---- | ---- | ---- | ---- |
| 96   | 116  | 127  | 107  | 111  | 142  | 166  | 181  | 166  |

| 1861 | 1866 | 1872 | 1876 | 1881 | 1886 | 1891 | 1896 | 1901 |
| ---- | ---- | ---- | ---- | ---- | ---- | ---- | ---- | ---- |
| 148  | 94   | 111  | 161  | 135  | 147  | 144  | 150  | 147  |

| 1906 | 1911 | 1921 | 1926 | 1931 | 1936 | 1946 | 1954 | 1962 |
| ---- | ---- | ---- | ---- | ---- | ---- | ---- | ---- | ---- |
| 93   | 128  | 127  | 138  | 180  | 183  | 178  | 166  | 224  |

| 1968 | 1975 | 1982 | 1990 | 1999 | 2006 | 2011 | 2016 | 2021 |
| ---- | ---- | ---- | ---- | ---- | ---- | ---- | ---- | ---- |
| 205  | 98   | 73   | 56   | 45   | 72   | 47   | 55   | 64   |

| 2022 | - | - | - | - | - | - | - | - |
| ---- | - | - | - | - | - | - | - | - |
| 70   | - | - | - | - | - | - | - | - |

#### Pyramide des âges
La population de la commune est relativement jeune.
En 2018, le taux de personnes d'un âge inférieur à 30 ans s'élève à 41,8 %, soit au-dessus de la moyenne départementale (37,3 %). À l'inverse, le taux de personnes d'âge supérieur à 60 ans est de 14,5 % la même année, alors qu'il est de 22,8 % au niveau départemental.
En 2018, la commune comptait 26 hommes pour 28 femmes, soit un taux de 51,85 % de femmes, légèrement supérieur au taux départemental (51,11 %).
Les pyramides des âges de la commune et du département s'établissent comme suit.
| Hommes | Classe d’âge | Femmes |
| ------ | ------------ | ------ |
| 3,8    | 90 ou +      | 3,4    |
| 3,8    | 75-89 ans    | 10,3   |
| 3,8    | 60-74 ans    | 3,4    |
| 23,1   | 45-59 ans    | 17,2   |
| 23,1   | 30-44 ans    | 24,1   |
| 23,1   | 15-29 ans    | 13,8   |
| 19,2   | 0-14 ans     | 27,6   |

| Hommes | Classe d’âge | Femmes |
| ------ | ------------ | ------ |
| 0,5    | 90 ou +      | 1,4    |
| 5,5    | 75-89 ans    | 7,6    |
| 15,6   | 60-74 ans    | 16,3   |
| 20,8   | 45-59 ans    | 20     |
| 19,4   | 30-44 ans    | 19,4   |
| 17,6   | 15-29 ans    | 16,2   |
| 20,6   | 0-14 ans     | 19,1   |

### Enseignement
Les enfants de la commune sont scolariés à l'école de Paillart.
Le village disposait d'un centre de formation professionnelle agricole, fermé depuis 2009 à la suite de sérieux problèmes financiers. Cette structure a été acquise par l'association Terre de liens qui y a facilité l'implantation de deux fermiers-boulangers.

### Associations
L'association Repères, installée à Rouvroy-les-Merles, a pu récupérer un imposant télescope, le plus grand télescope de France à appartenir à une association d'astronomes amateurs,.

### Manifestations culturelles et festivités
En juillet 2015, 300 lycéens de France se sont réunis à Rouvroy-les-Merles à l'initiative du mouvement rural de la jeunesse chrétienne (MRJC) autour d'animations, de jeux, de concerts et de réflexions sur le monde et la société.

## Culture locale et patrimoine

### Lieux et monuments
- Ancien prieuré Saint-Nicolas de Merle : il s'agit des restes du prieuré de l'abbaye Notre-Dame de Breteuil. L'édifice a été transformé avant 1927[39] en ferme-école de l'Assistance publique[40]. Le centre de formation agricole a fermé en 2009 à la suite de sérieux problèmes financiers, et le corps de ferme ainsi que 17 hectares de terrain ont été vendus par le département à l'association Terre de Liens en vue de l'installation de Edwin et Ewan Delasalle, deux frères fermiers-boulangers[41]. Le reste du domaine agricole a été cédé par le département à la SAFER en 2012[42].
Reconstruit en brique, il abrite une chapelle.
- Église Saint-Nicolas : le chœur, en pierre est plus élevé que la nef, en brique. Le clocher est couvert d'ardoise[43].
- Chapelle, dans le cimetière attenant au prieuré de Merle.
- Croix, à l'angle de la rue de Breteuil et du château.
- Monument aux morts.
- Trois arbres matérialisent la méridienne verte[1].